# Jean-François Pierre Peyron
Jean-François Pierre Peyron (født 1744 i Aix-en-Provence, død 1814 i Paris) var en fransk neoklassisk maler.
Peyron studerede kunst under ledelse af Claude Arnulphy. Senere studerede han hos Louis-Jean-François Lagrenée og betragtedes som en af de bedste malere i sin generation.
Han var en af de første til at på ny anvende klassicistiske principper i kunstneriske værker, i lighed med Nicolas Poussin, på et tidspunkt, hvor den rådende stil var rokokostilen.
Pierre Peyron vandt den prestigefyldte hæderspris Prix de Rome i 1773 og boede i årene 1775-1782 i Rom.
Da han vendte tilbage til Paris, opdagede Pierre Peyron, at hans medkonkurrent Jacques-Louis Davids berømmelse var vokset stærkt og at hans egen betydning var aftagende. Dette blev særligt tydeligt ved udstillingen i salongen i Paris 1785-1787. Ved Peyrons begravelse udtalte David at "han åbnede mine øjne".